# Höhlen von Tendal

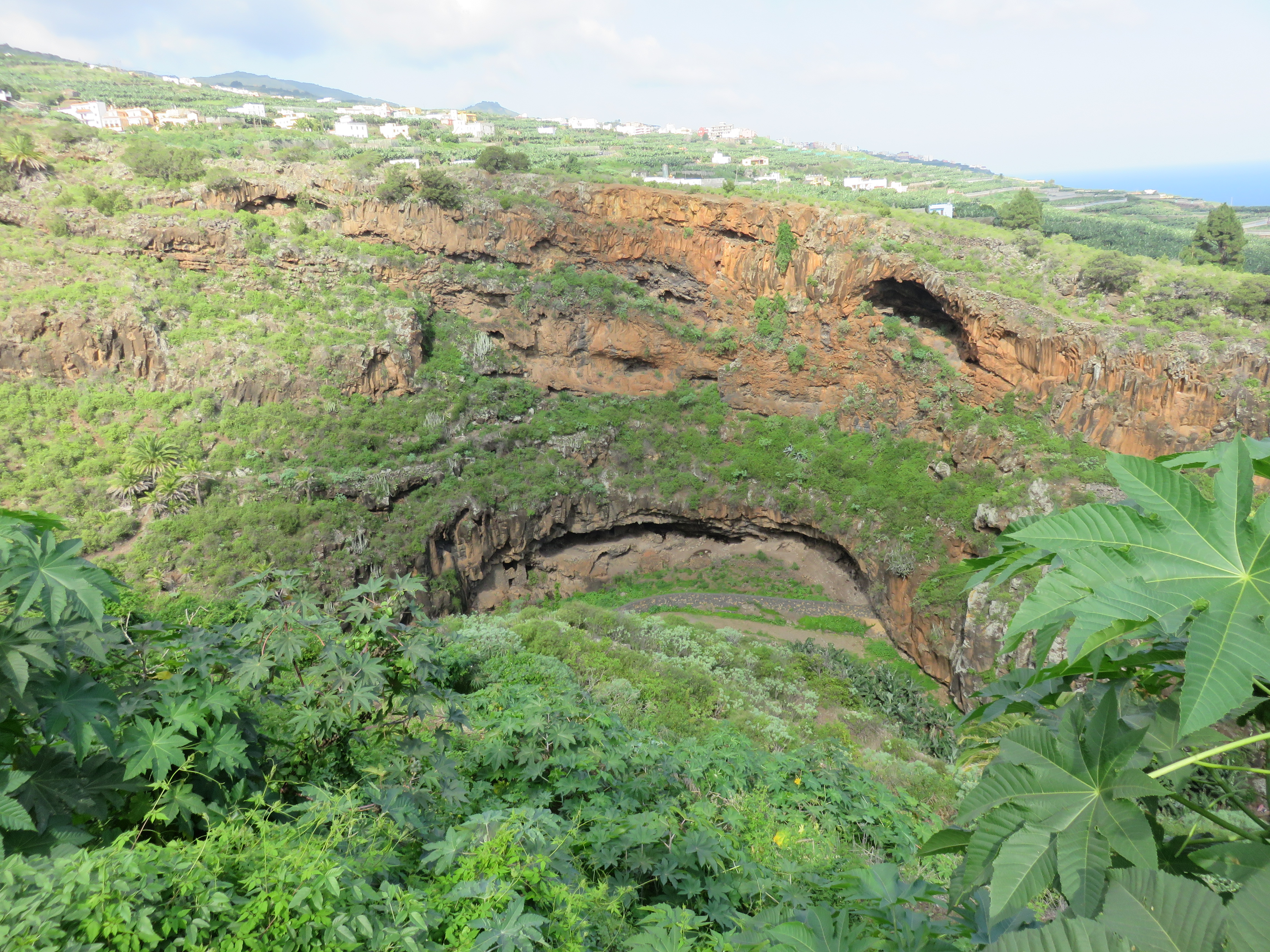
Höhlen von Tendal, im oberen Bild ist der Ort Los Sauces zu sehen.

Die Höhlen von Tendal (Las cuevas de El Tendal) im Barranco San Juan in der Gemeinde San Andrés y Sauces auf der kanarischen Insel La Palma bilden eine der wichtigsten prähistorischen Stätten der Ureinwohner von La Palma, der Benahoaritas.
Zu beiden Seiten des Barrancos gab es mindestens 27 Höhlenwohnungen sowie zwei Sammelgrabhöhlen (Nekropole). Die Haupthöhle ist etwa 56 Meter breit, 11 Meter tief und in drei Ebenen unterteilt. Im Umfeld der Höhle befanden sich mehrere Hüttendörfer.
Zur Erschließung der prähistorischen Stätten in El Tendal wurden von 1981 bis 1988 fünf Grabungskampagnen durchgeführt, bei denen über 2.000 Jahre alte Fundstücke (Keramikteile) entdeckt wurden, die Aufschluss über die Lebensbedingungen, Arbeitsweisen und kulturelle Aspekte der Benahoaritas geben.
Auf der Südseite des Barrancos wurde das Informationszentrum El Tendal errichtet. 
Neben der Höhle Belmaco in Mazo und dem Kulturpark Zarza in Garafía sind die Höhlen von Tendal die dritte bedeutende prähispanische Stätte La Palmas.
Die „Zona arqueológica de la Cueva de El Tendal“ steht als Bien de Interés Cultural unter Schutz.

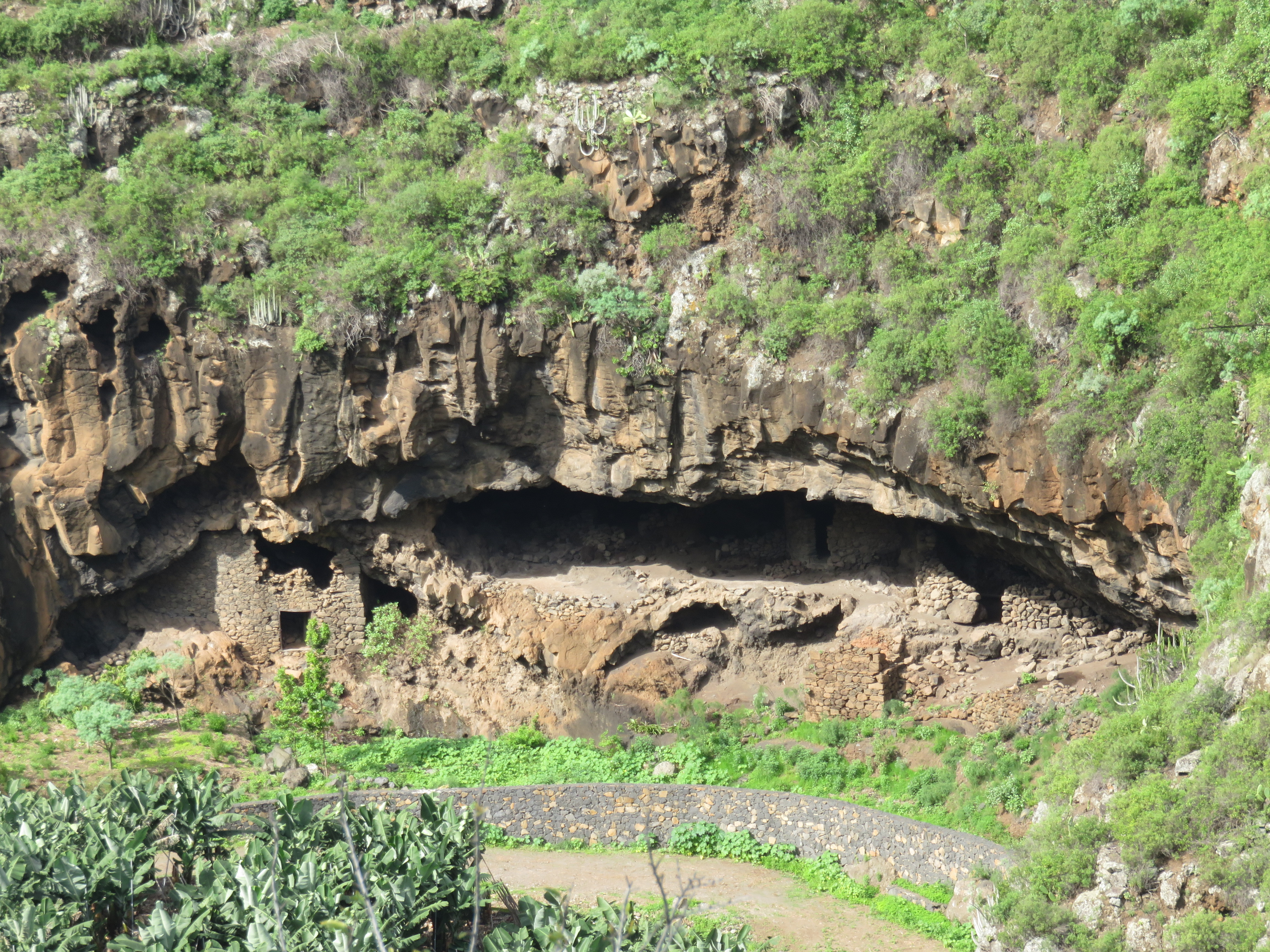
Haupthöhle von Tendal
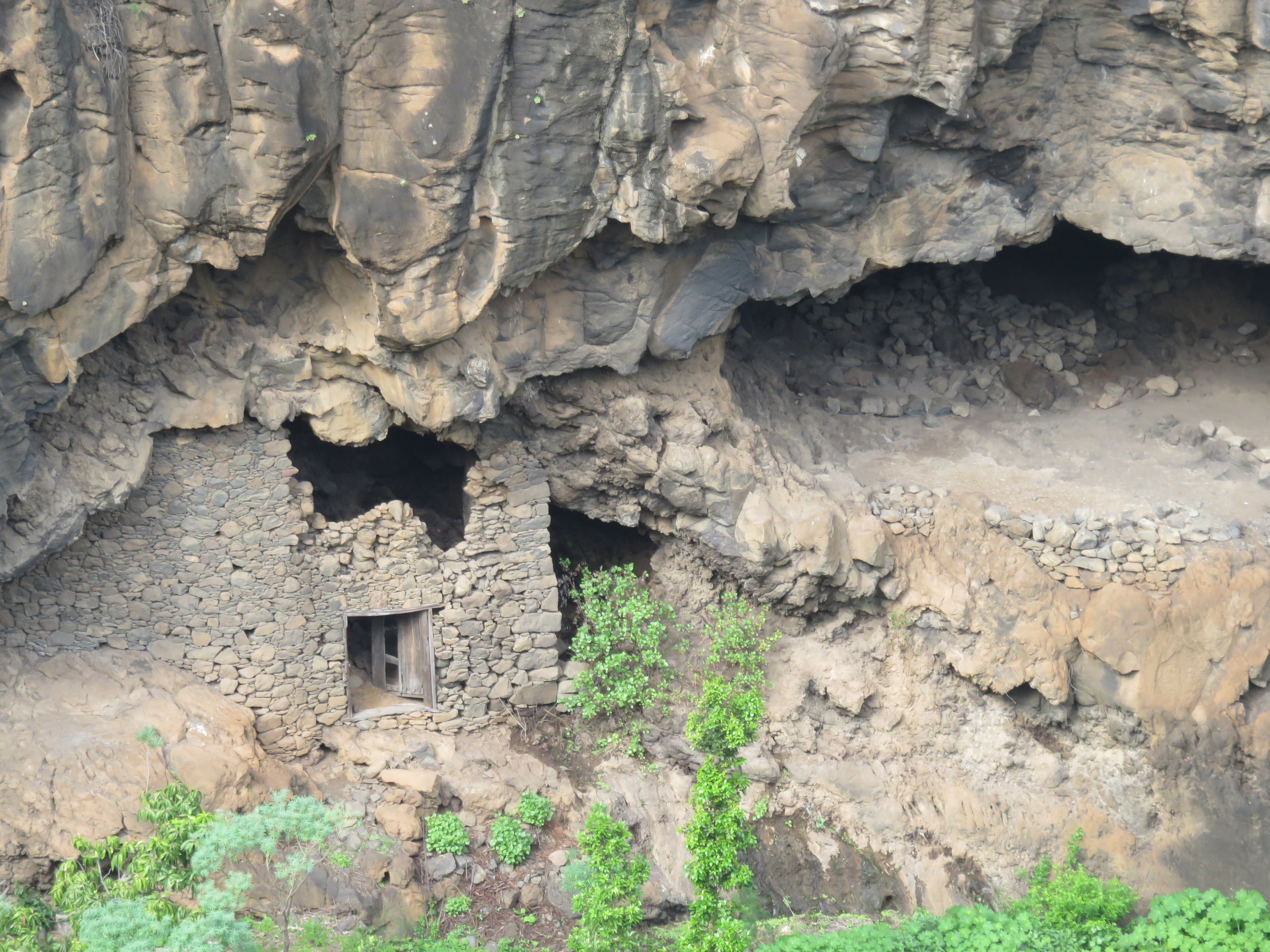
Haupthöhle von Tendal
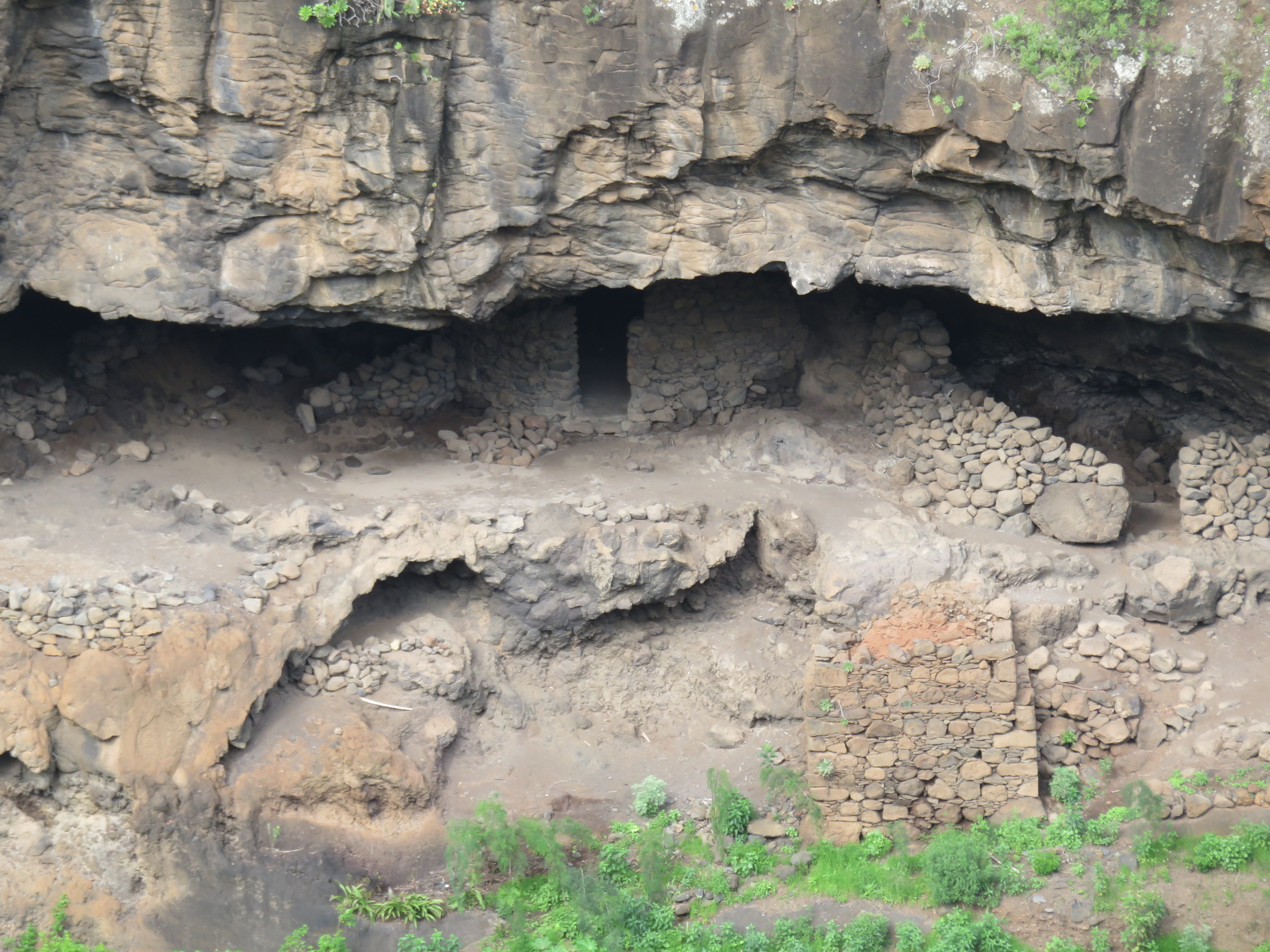
Haupthöhle von Tendal
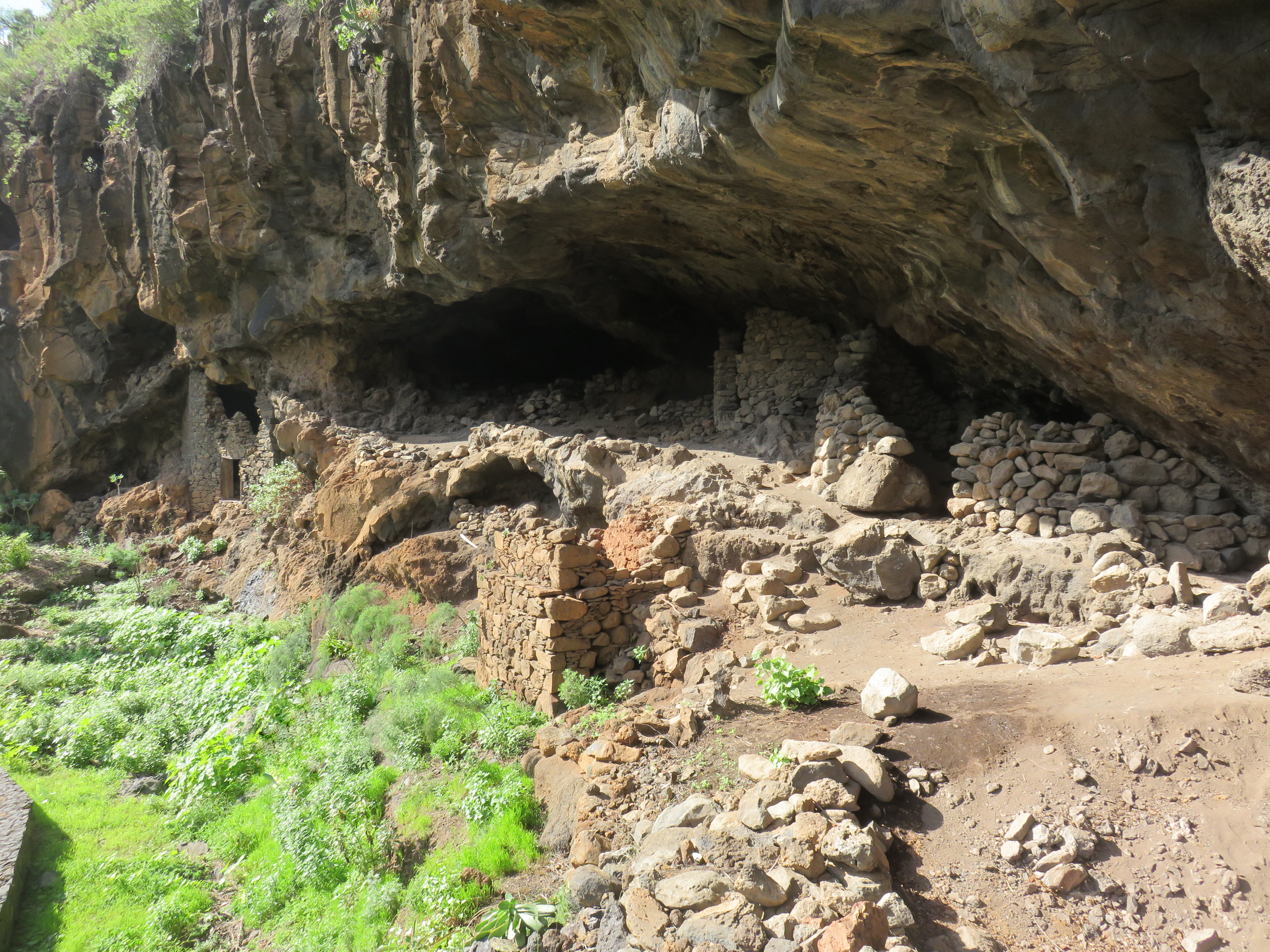
Haupthöhle von Tendal
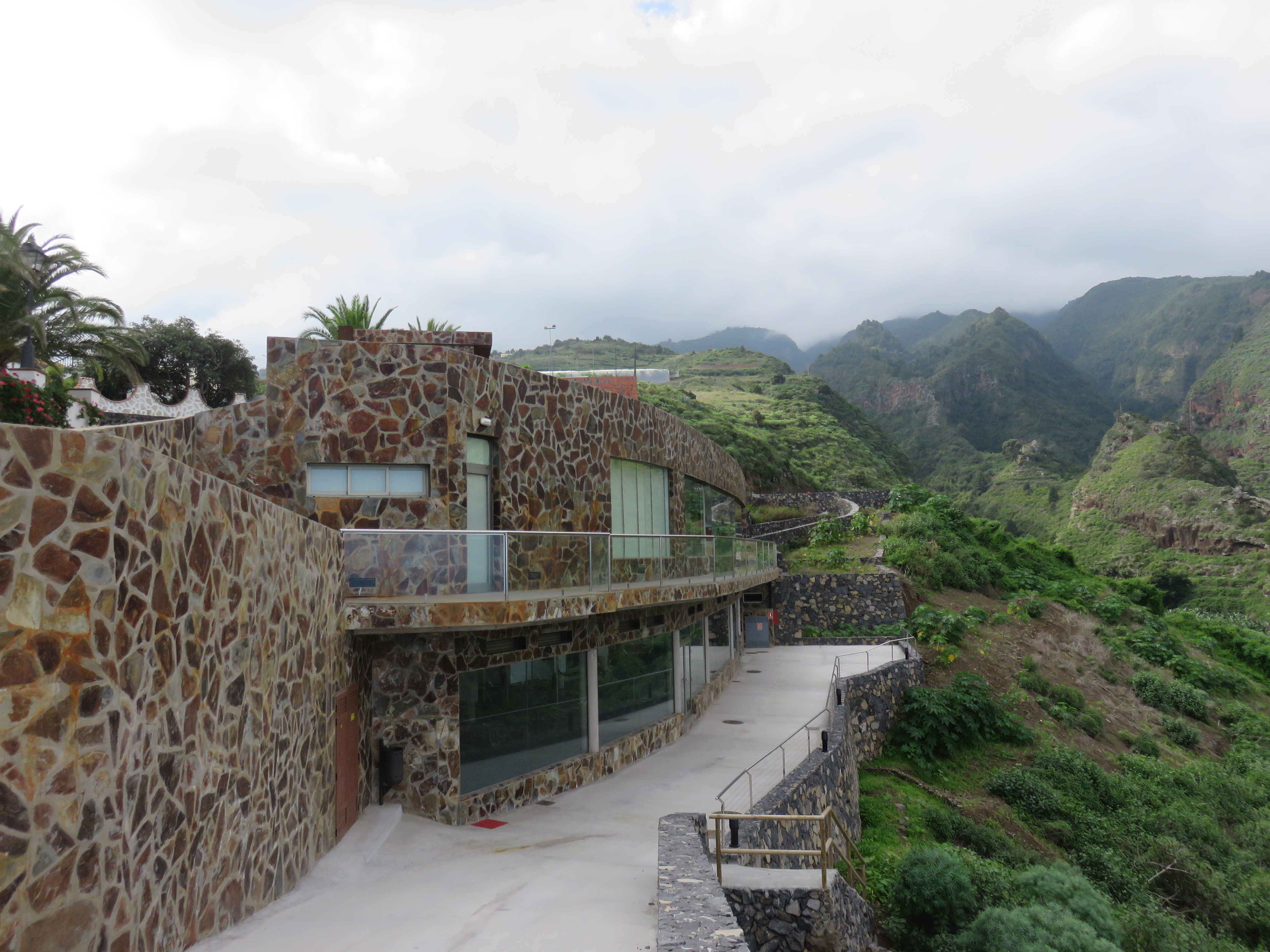
Informationszentrum El Tendal